# Битва під Уйсьцем (1655)
Битва під Уйсьцем (24 — 25 липня 1655) — битва між військами Речі Посполитої з одного боку і шведськими військами Арвіда Віттенберга з другого під містечком Уйсьце.

## Напередодні битви
У 1655 році Швеція почала війну проти Польщі, приводом були претензії від Яна Казимира на шведський престол.
Фельдмаршал Арвід Віттенберг 5 липня вирушив в напрямку польського кордону і вже був біля Щецина. 21 липня біля Чаплінек, шведська армія перетнула польський кордон.
Головнокомандувачем польського-оборонного війська ополченців був Богуслав Лещинський, проте через його хворобу на цю посаду були призначені Кшиштоф Опалінський і Андрій Грудзінський, а також командир піхоти найманців капітан Владислав Скорашевський. Завдання цієї групи було утримання позицій, щоб дати час для прибуття основних сил на чолі з королем Яном Казимиром. Поляки почали укріпляти свої позиції біля міста Уйсьце.

## Хід битви
25 липня польська піхота, за сприяння ополчення, протягом п'яти годин тримала позицію біля мостів через річки Гвиде і Нотець. Коли у піхоти скінчилися боєприпаси, А. Грудзінський наказав відходити. Під вогнем шведської артилерії поляки почали панікувати. Враховуючи чисельну перевагу, гарну підготовку та вогневу міць шведської армії, К. Опалінський і А. Грудзінський почали переговори. Обидва визнали королем Польщі Карла Х.

## Наслідки
Капітуляція військ Польщі відкривала шлях для шведів до країни, яка була майже повністю позбавлена захисту. Віттенберг відповідно до початкових планів прийшов без бою 31 липня до Познані, де він зупинився табором і чекав прибуття армії Карла Густава.
Звістка про капітуляцію під Уйсьцем прибула до Варшави 31 липня. Король Ян Казимир послав прохання про допомогу імператору, 2 серпня він був готовий навіть дати йому польську корону.